# Киннвалль, Ян-Улов
Ян-Улов Киннвалль (швед. Jan-Olov Kinnvall; 8 мая 1960) — шведский футболист, полузащитник. Играл в клубах «Мальмё» и «Лундс».

## Карьера
Киннвалль начал играть в футбол в Свенсторпс. Оттуда он переехал в юности в «Мальмё». В течение сезона 1978 года он перешёл в первую команду клуба в Аллсвенскан, но играл в основном в молодёжной команде. В то время как он занял второе место чемпиона прошлого года в лиге, его команда выступила в 1978-79 еврокубковой сенсации. После победы над «Монако», «Динамо Киев», «Вислой Краков» и «Аустрией Вена», он вышел с ней в финал Кубка европейских чемпионов. Его не хватало клубу завоевать первый европейский Кубок шведских клубов. Победу праздновал «Ноттингем Форест», победный гол забил Тревор Фрэнсис 1:0 победа Ноттингема Форест. Киннвалль не смог повторить успех в первые два года во взрослом футболе. Он упал с более долгосрочной перспективе из-за травм спины и паха. В 1983 году он попрощался с клубом, сыграв за него в общей сложности 145 игр и присоединился к «Лундс». Здесь он закончил после шести сезонов своей активной карьеры.

## Достижения
«Мальмё»
- Обладатель Кубка Швеции (1): 1979/80
- Финалист Кубка европейских чемпионов (1): 1978/79